# リッケンバッカー

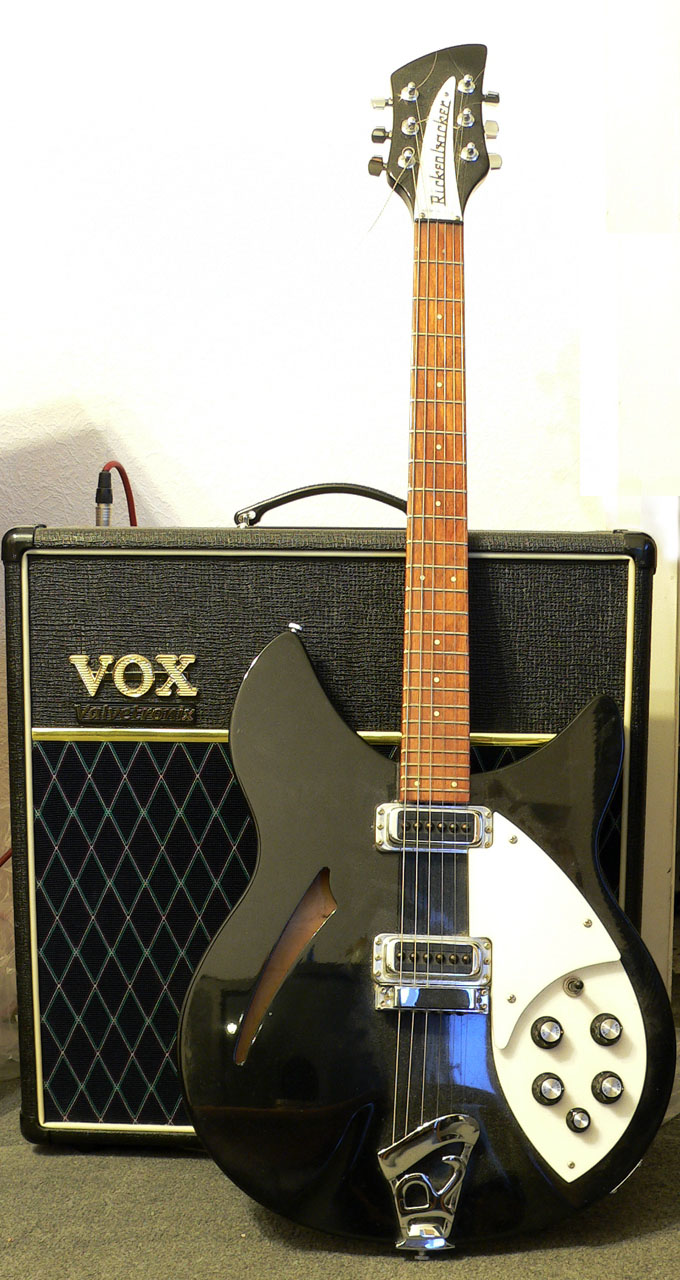
リッケンバッカー・330(JG)とヴォックスアンプ

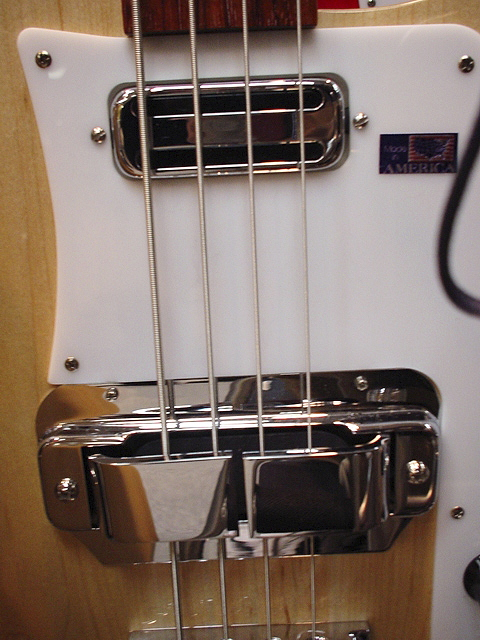
エレクトリックベースのリア・ピックアップに多く採用されているホースシュー・ピックアップ

リッケンバッカー（リッケンバッカー・インターナショナル・コーポレーション、Rickenbacker International Corporation、RIC社）はアメリカ合衆国の楽器メーカー。主にエレクトリックギターを主力製品として、アコースティックギターや弦、ストラップなどを製造している。日本の代理店は、山野楽器（2013年2月1日 -）同年1月31日までは新星堂。

## 特徴
同社のエレクトリックギターの特徴は、大きめのダブルカッタウェイに、ヘッド部にRickenbackerロゴ入りの大きなトラスロッドカバーを設け、ボディ部のピックガードにも大きな独特な形状のものが設けられている。また、ブリッジ付近にはシャープな切れ込みが入っている。ネックは3つの角材を接着した3ピースで、ヘッドはさらに耳を接いだ5ピース構造。
ピックアップは、シングルコイル（325シリーズ等で使用、俗称:トースターピックアップ）やハムバッカー（650シリーズで使用）の他、ハイゲインと呼ばれる自社製ピックアップを製造している。これは、セミアコモデルの300シリーズやソリッドモデルの620（共に12弦含む）で使用されている。また、インレイ（ポジションマーク）は一般的に最も多いドットと、トライアングルと呼ばれる三角形状の自社製インレイがある。これは、360、381、620、660（12弦含む）といったデラックスモデルとして位置付けられたモデルで使用されている。
一部のモデルにはステレオ・アウトプットとモノラル・アウトプットの両方が装着されており、リック=O-サウンドという専用の機器でステレオ出力が可能。ステレオ使用時でもモノラル・ジャックは有効なため、モノラルも同時に出力可能。
1932年に発表されたフライングパンは、一般に発売された最初のエレクトリック・ギターである。外注のボディにピックアップを組み込んだ、エレクトリック・スパニッシュ・ギターも同年発売。自社製のエレクトリック・スパニッシュ・ギターは、1935年に発売。エレキベースとエレクトリック・ヴァイオリン、12弦ギターも、世界初の発売。
12弦モデルのネック幅とヘッド形状は通常の6弦仕様のものとほぼ同じとなっており、他メーカーの12弦モデルに比べ扱いやすい。ストリングポストは通常の6弦と同じヘッドに対して垂直なものを6個に加え、クラシックギターのようにスロットを開けてヘッドに対して水平に付くものを6個とを組み合わせており、これもリッケンバッカー特有のものとなっている。ただし、クラシックギターのようにヘッドを完全にくり貫くのでは無く、ヘッドの半分程度しかくり貫かれていない。

## 歴史

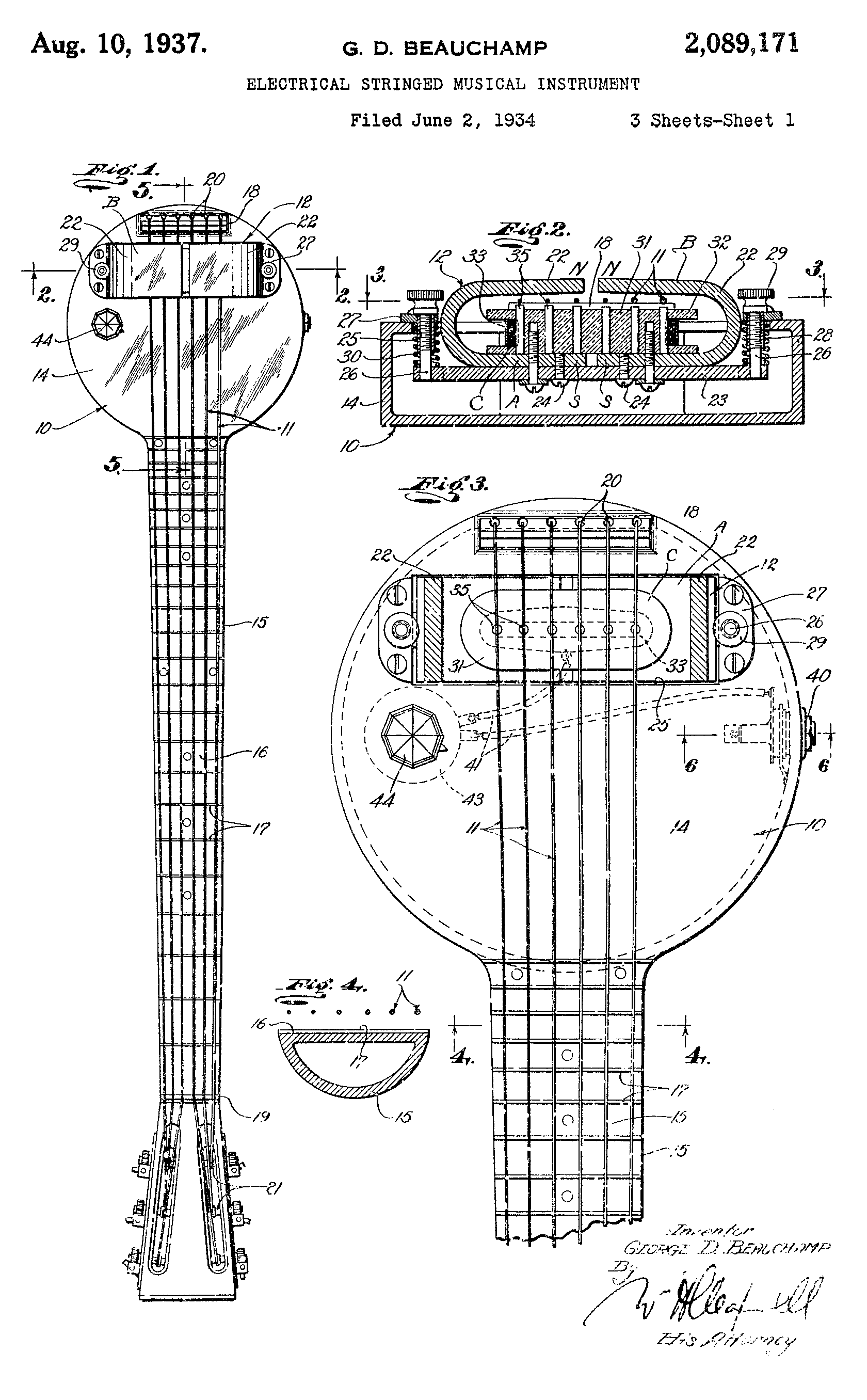
フライングパンの製図。プロトタイプは木製であった

1931年ロサンゼルスにおいて、元ナショナル・ストリング・インストゥルメント・コーポレーション（National String Instrument Corporation）のジョージ・ビーチャムらが母体となりロー・パット・イン・コーポレーション (ElectRo-Patent-Instruments Corporation) が電気楽器とアンプの製造を目的に設立され、1934年にエレクトロ・ストリング・インストゥルメント・コーポレーション (Electro String Instruments Corporation) と社名を変更。
翌1932年、世界初の商品化されたエレクトリック・ハワイアン（ラップスティール）ギター「フライングパン」を発表し、世間に広く受け入れられた。但し発売年に売れた本数は、10数本のラップスティールと5本に満たないスパニッシュギターという記録があるので、すぐに受け入れられたわけではないようである。
当時の製品群のボディーは木材ではなく、アルミニウムのダイカストやベークライトで作られていた。これは、創始者の1人アドルフ・リッケンバッカー（ドイツ系）が金物工場を既に経営しており、これらの設備を使って製作できたためである。逆に言えば、自社で木工をする設備は持っていなかった。
アドルフの遠縁で、撃墜王として有名だったエディー・リッケンバッカーの知名度を利用するため、ブランド名として「リッケンバッカー・エレクトロ」を使用した。
1953年、フェンダー・エレクトリック・インストゥルメンツ社の販売代理店だった、ラジオ&テレビジョン・イクイップメント社の経営者のF・C・ホールが、リッケンバッカーを買収。
ラジオ&テレ社はフェンダー商品を全米に広げた原動力となったが、同年、同社のセールス・マネージャーだったドン・ランドールを社長として設立されたフェンダー・セールス社にフェンダー商品の販売は移行されることになる。両社の関係は1955年まで続くも、F・C・ホールによるリッケンバッカーの買収は、フェンダーとの関係が切れた後の楽器ビジネスを考えてのことのように思える。実際、その後リッケンバッカーは、ラジオ&テレ社の販売網を使って全米に売り出された。
この頃、ドイツ出身のギター職人ロジャー・ロスマイズルが入社し、現在にも繋がる多くのエレクトリック・スパニッシュ・ギターのモデルが彼の手により生まれ、既に時代遅れとなっていたラップスティール・ギターに代わり主力商品となっていった。ロスマイズルは後にフェンダーに移り、コロナド等のアコースティックボディーのギターや、ビートルズの映画「レット・イット・ビー」でジョージ・ハリスンに使用されたオールローズのテレキャスターなどを製造する。
1960年代は、ビートルズのジョン・レノンがモデル325（6弦、12弦）を、ジョージ・ハリスンがモデル360/12（12弦ギター）モデル425（6弦ギター）、ポール・マッカートニーがモデル4001S（4弦ベース・ギター）などを使用した影響で、ギブソンやフェンダーなどの大手メーカーを凌ぐ人気を誇った。
1970年代に入ると、モデル4001はイエスのクリス・スクワイアやディープ・パープルのロジャー・グローヴァー、ザ・ジャムのブルース・フォクストンなどが使用した影響で、主にイギリスのハードロック、ヘヴィメタルやニュー・ウェイヴ系のバンドなどに幅広く使われるようになった。

## 補足
- モズライト社を設立したセミー・モズレーも一時期在籍していた。ゼロフレットを打ち込むなど、独自の仕様を持つギターを勝手に作っていたために解雇されることになるが、これがモズライトを設立するきっかけとなる。同時期に工場に居たクラフツマン、ロジャー・ロスマイズルにギター製作の指導を仰いでいた。「Combo」シリーズや381モデルなどに見られるボディトップのカーブを「ジャーマン・カーブ」と呼ぶ。これは、ロスマイズルがドイツ人だったため。モズライトにも同様のカーブが見られる。また、モズライトのホロウボディギター「Combo」のボディ構造も、リッケンバッカーと同様にボディ材を裏側からくり抜き、裏側から蓋をする形で構成するという構成も、リッケンバッカーに倣っている。
- 1960年代、ロンドンの楽器商ローズ・モーリス社がイギリスの輸入代理店となり、同社のオーダーでアメリカ国内の仕様と異なるギターが多くイギリスに輸出された。サウンド・ホールがfホールになり、ポジションマーカーがドットに変えられた物が多い。これらにはローズ・モーリス独自の4桁のモデル番号が付けられていた。たとえばジョン・エントウィッスル、 ピート・クウェイフ、ドノヴァン、クリス・スクワイヤが最初に入手し、後にポール・マッカートニーが演奏していたベースはヨーロッパ仕様のモデル1999である。これと同じ仕様のものはアメリカで入手できなかったが、後にモデル4001Sとして本国でも発売されることとなった。
- すべてアメリカ製であるが、イギリス製と思われがちである。ビートルズの全盛時には、楽器を購入希望する手紙が「イギリス、リバプール、リッケンバッカー社様」宛に多く届いたと言う。
- ベンチャーズの演奏で、日本でお馴染みの｢パイプライン｣を作曲したシャンテイズのリードギタリスト、ブライアン・カーマンがバンド解散後就職し、長らく工場長を務めていたが、シャンテイズが近年再結成するに当たり、退職している。
- 日本に「リッケンズ」という音楽ユニットが存在する。デビュー・アルバムは、リッケンバッカーをその名の通りにメインに使用していたが、2作目のアルバムからは他社のギターを使用する割合が増えている。
- 2009年12月に、日本の自動車メーカー、光岡自動車とのコラボレーションによる「リッケンバッカー・プロジェクト」がスタートし、オロチとヒミコのリッケンバッカー仕様がそれぞれ限定5台を予約販売した。トラスロッドカバーを模したエンブレムとシートに弦とテールピースのデザインをあしらったステッチが施された物となっている。
- 2017年に結成された立憲民主党のゆるキャラ「立憲民主くん」は、旧民主党のゆるキャラ「民主くん」にリッケンバッカーのギターを持たせたものである（「リッケン」と「立憲」の駄洒落）。考案者は音楽評論家の高橋健太郎[1]。

## 主なモデル

### 300シリーズ
セミアコースティックギターのシリーズ。ボディは330と340（12弦含む）が全体的に角張っているのに対し、360と370は角が取れて丸くなっている。
- 330
- 330/12
- 340（生産中止）
- 340/12（生産中止）
- 360
- 360/12（Cシリーズ以外は生産中止）
- 370（生産中止）
- 370/12（生産中止）
- 380L（生産中止）
- 381V69

### 400シリーズ
- 425（生産中止）
- 450（生産中止）

### 600シリーズ
ソリッドギターのシリーズ。波状のカッタウェイが特徴。
- 615
- 620
椎名林檎がステージで使用し、彼女の代表曲「丸ノ内サディスティック」の歌詞にも登場したことで有名なモデル。
- 620/12（生産中止）
- 650（生産中止）
同社で唯一、ピックアップにハムバッカーを使用したモデル。
  - 650A
  - 650C
  - 650D
  - 650F
  - 650S
- 660
- 660/12（生産中止）

### 700シリーズ
アコースティックギターのシリーズ。
- 700（生産中止）
- 730（生産中止）
- 760（生産中止）

### 4000シリーズ
エレキベースのシリーズ。
- 4001
- 4002
- 4003
- 4003S
- 4004（生産中止）
- 4005（ホロウ・ボディ ― 生産中止）
- 4080

### Cシリーズ
初期に製造されたモデルの復刻版モデル。
- 325
  - 325C58（生産中止）
  - 325C64
- 360/12C63
- 4001C64（生産中止）

### コンボ400・900シリーズ
リッケンバッカー草創期から60年代に発売され、420や450シリーズの元になったモデル。
- Combo400（生産中止）
初期の製品で形状は後述のCombo900に近似。スルーネックとボディで3ピースとなっており、接着ではなくボルトで固定する仕様となっている。ピックアップはディアルモンド社製でピックガードはアルミ製のアノダイズドピックガード。
- Combo900（生産中止）
ショートスケールで1ピックアップ仕様。420に近いがカッタウェイの形状が変わっている。21フレットネック。
- Combo950（生産中止）
900の2ピックアップ仕様
- Combo1000（生産中止）
900のスチューデントモデル（廉価版）で18フレットネックとなっている。

### 新星堂60周年記念シリーズ
2013年1月末まで取り扱い代理店であった新星堂の創立60周年を記念したオリジナル・モデル。
- 310C64
325C64をベースに、センターピックアップとトレモロユニットを取り外したセミホロウギター。
カラーはジェットグローが24本、モンテズマブラウンが36本の計60本限定生産。
- 360C63
360/12C63の6弦バージョンのセミアコースティックギター。
カラーはジェットグローが20本、ファイヤーグローが40本の計60本限定生産。
- 1999
4001C64をベースにしたエレキベース。60本限定生産。

### ヴィンテージシリーズ
製造する職人と演奏するプレイヤーが共同で製造されたモデル。
- 325V64（生産中止、Cシリーズへ移行）
- 350V63（生産中止）
- 350/12V63（生産中止）
- 360V63（生産中止）
- 360/12V63（生産中止、Cシリーズへ移行）
- 381V69
- 381/12V69（生産中止）
- 4001V63（生産中止、Cシリーズへ移行）
- 5002V58（生産中止）※エレクトリック・マンドリン

### リミテッド・エディション
- ピート・タウンゼント 1997PT
- ロジャー・マッギン 370/12RM
- スザンナ・ホフス 350SH
- ジョン・レノン 325JL, 355JL, 350/12JL
- ジョン・ケイ 381JK
- クリス・スクワイア 4001CS
- トム・ペティ 660/12TP
- グレン・フライ 230GF
- レミー・キルミスター 4004LK
- カール・ウィルソン 360CW, 360/12CW

| \| # 325 \| \| # 330 \| \| # 360 \| \| # 360/12 \| \| # 381 \| \| # 630 \| \| # 4001 \| |  |       |  |       |  |          |  |       |  |       |  |        |
| # 325                                                                                   |  | # 330 |  | # 360 |  | # 360/12 |  | # 381 |  | # 630 |  | # 4001 |

## 現在のモデル
2018年9月現在、カタログ掲載の製品は以下のとおり。生産中止となったモデルもごく少数の限定品として販売されることがある。
- 330（FG/JG/MID/MG）
- 330/12（FG）
- 360（FG/JG/MG）
- 620（FG/JG/MID/MG）
- 660（MG）
- 381V69（FG）
- 325C64（JG）
- 360/12C63（FG）
- 1993Plus（FG/JG）
- 4003（FG/JG/MG/WAL）
- 4003S（FG/JG/MG/WAL）

（カッコ内はボディ色。FG=Fireglo、JG=Jetglo、MID=Midnight Blue、MG=Mapleglo、WAL=Walnut）

## ボディカラー

### スタンダードカラー
- ファイヤーグロー (Fireglo : FG)
チェリー系サンバースト。
- オータムグロー (Autumnglo : AG)
茶色系サンバースト。
- ジェットグロー (Jetglo : JG)
ブラック系。
- メープルグロー (Mapleglo : MG)
ラッカー塗装のみの為、木目が表面に見える。
- ミッドナイトブルー (Midnight Blue : MID)
濃厚なブルー系。

### 期間限定カラー
- デザートゴールド (Desert Gold : DG)
ゴールド系。2001年限定。
- バーガンディグロー (Burgunduy Glo : BG)
ワインレッド系。2002年限定。
- モンテズマブラウン (Montezuma Brown : MB)
ブラウン系バースト。2003年限定だったが、2009年発売の310C64で再び使用された。
- ブルーボーイ (Blue Boy : BB)
淡泊なブルー系。2004年、2015年限定。元々は1950年代のカントリーバンドである「ジム・リーヴス&ザ・ブルーボーイズ」がメンバー全員揃いのカラーでリッケンバッカーにオーダーした特注カラーである。
- ブルーバースト (Blue Burst : BBR)
ブルー系バースト。2005年限定。
- アンバーファイヤーグロー (Amber Fireglo : AFG)
オレンジ系バースト。2006年限定。

### モデル限定カラー
- ウォルナットオイルフィニッシュ (Walnut Oil Finish : WAL)
ボディ中央にウォルナットのウイング材を使用。650シリーズ限定。4色展開。
- トランスルーセント (Translucent)
4004Cheyenne II限定。3色展開。
  - ブルー (Translucent Blue : TB)
  - レッド (Translucent Red : TR)
  - グリーン (Translucent Green : TG)